# Chrysī
Chrysī (in greco: Χρυσή, "d'oro"), anche traslitterato come Chrissi, in alternativa, conosciuta come Gaidouronīsi (Γαϊδουρονήσι, "Isola dell'Asino"), è una piccola isola greca disabitata, a circa 15 km a sud di Creta in prossimità di Ierapetra, nel Mar Libico.

## Geografia
L'isola misura approssimativamente cinque chilometri in lunghezza e un chilometro in larghezza, ed ha un'altitudine media di 10 metri.
Circa 700 metri ad est di essa si trova l'isola di Mikronisi. Amministrativamente queste isole rientrano nel comune di Ierapetra, nella Prefettura di Lasithi.

## Descrizione
Sulla costa nord dell'isola è presente una spiaggia nudista. Il punto più alto dell'isola è chiamato Kefala, in italiano, "testa", e si trova a 31 m.s.l.d.m.
Nella parte occidentale dell'isola troviamo la cappella di San Nicola, la cui costruzione è stimata attorno al XIII secolo. È presente anche una salina, un vecchio porto, alcuni resti minoici, un faro ed un cimitero romano. A causa delle acque poco profonde intorno Chrysī, lo snorkeling e le immersioni sono un passatempo molto popolare. Le baie Belegrina, Hatzivolakas, e Kataprosopo sono ricche di diverse varietà di conchiglie.

## Collegamenti
È possibile visitare Chrysī via mare da Myrtos e da Ierapetra tra metà maggio e fine ottobre.

## Protezione ambientale
Chrysī è tutelata come "area di intensa bellezza naturale". La parte centrale dell'isola è dominata dalla più grande foresta di Juniperus oxycedrus L. ssp. macrocarpa formatasi naturalmente in Europa.
La maggior parte degli alberi ha un'età media di 200 anni ed un'altezza media di 7 metri, ma alcuni di loro sono vecchi oltre 300 anni ed alti fino a 10 metri; la densità è di circa 28 alberi per ettaro.
L'isola differisce dalle isole rocciose tipiche del Mar Egeo per le sue spiagge costituite quasi interamente di sabbia bianca calcarea. La profondità massima dell'acqua non supera i 10 metri per centinaia di metri a nord e sud dell'isola. Sull'isola non sono presenti sorgenti d'acqua.